# Groot en Klein Berghem
Groot Berghem en Klein Berghem (Limburgs: Grwat Bergem en Klein Bergem) zijn twee buurtschappen van Ulestraten in het noordoosten van de gemeente Meerssen in de Nederlandse provincie Limburg.

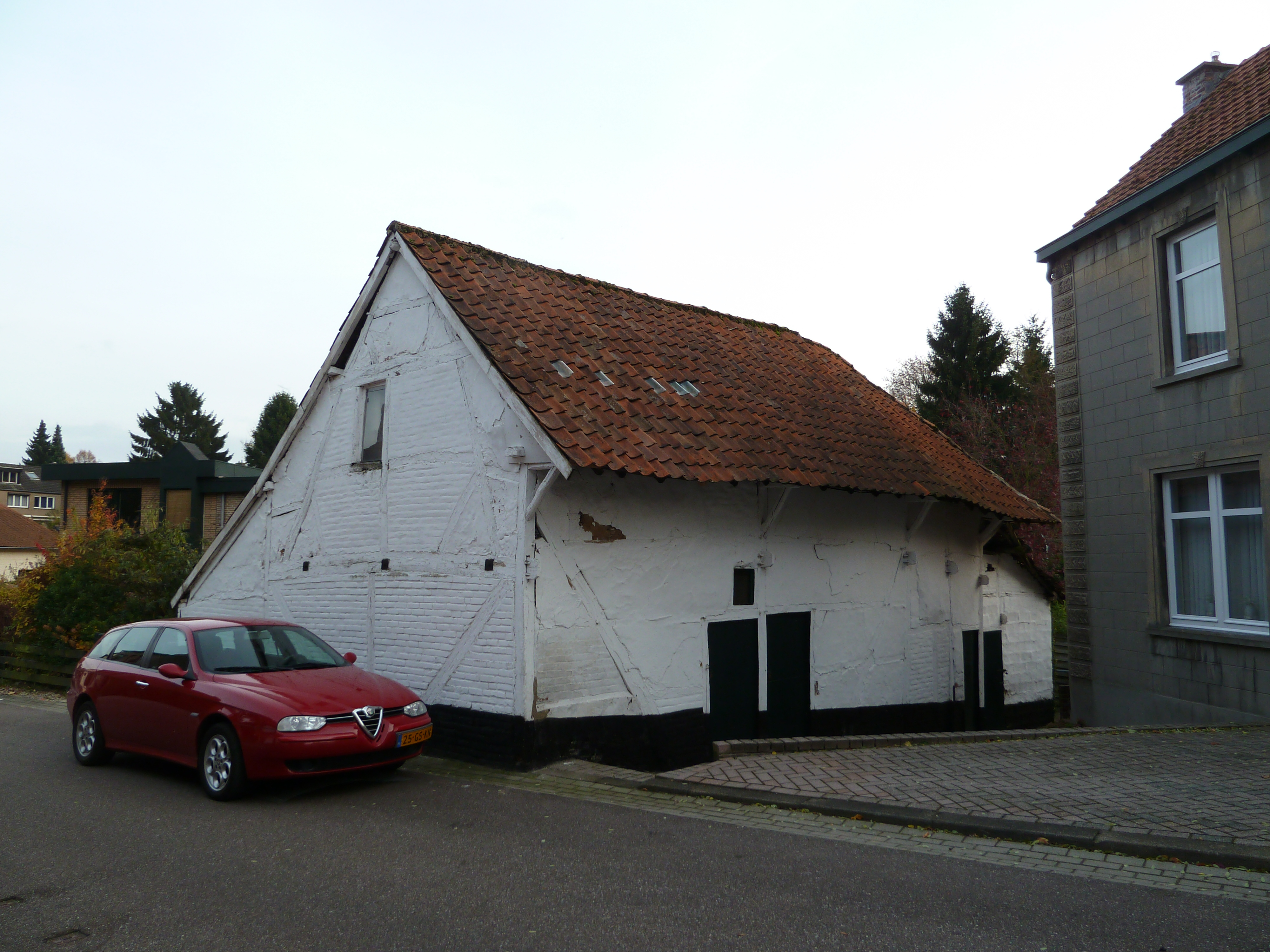
Groot Berghem 9: vakwerkhuis omgeven door nieuwbouw

De voorheen in het landschap herkenbare buurtschappen zijn in de loop van de twintigste eeuw onderdeel geworden van de bebouwde kom van het dorp Ulestraten. Twee straatnamen verwijzen naar de buurtschappen: Groot Berghem (ten westen van de historische dorpskern van Ulestraten) en Klein Berghemmerweg (ten zuiden van de dorpskern). Zuidelijk van Klein Berghem bevindt zich het Berghemmerveld, een landelijk gebied aansluitend bij het Vliekerbos. De buurtschappen liggen hoog in het Watervalderbeekdal in de overgang naar het Centraal Plateau.
Dorpen: Bunde · Geulle · Geulle aan de Maas · Meerssen · Moorveld · Rothem · Ulestraten

Buurtschappen en gehuchten: Broekhoven · Brommelen · Genzon · Groot Berghem · Hulsen · Humcoven · Hussenberg · Kasen · Klein Berghem · Oostbroek · Raar · Schietecoven · Snijdersberg · Stommeveld · Vliek · Voulwames · Waterval · Weert · Westbroek

Limburg: Steden en dorpen      Nederland: Provincies · Gemeenten